# ちーたん (丹波市)
ちーたん は、兵庫県丹波市のマスコットキャラクターである。

## プロフィール
- 名前：ちーたん
- 誕生日：1億1千万年前（白亜紀後期）[1]
- 性別：男の子[1]
- 好きなもの：丹波のおいしい空気と水[1]
- 特技：地球の大地をまもる[1]
- 丹波市民になった日：2006年8月7日[1]

## 概要
2008年（平成20年）に、公募により日本全国（アメリカからも）から寄せられた1,441のデザインと577点の愛称をもとに丹波竜のPRキャラクターとして誕生した。2009年（平成21年）から市特命PR大使として活動中。